# Хошкебіджар (бахш)
Хошкебіджар (перс. خشکبیجار) — бахш в Ірані, в шагрестані Решт остану Ґілян. За даними перепису 2006 року, його населення становило 28051 особу, які проживали у складі 8147 сімей.

## Дегестани
До складу бахша входять такі дегестани:
- Новшер-е-Хошкебіджар
- Хаджі-Бекенде-Хошкебіджар